# Tipula hutchinsonae
Tipula hutchinsonae là một loài ruồi trong họ Ruồi hạc (Tipulidae). Chúng phân bố ở het Palearctisch en Oriëntaals gebied.